# Caramuzal
Un caramuzal (en turco original, karamürsel) era una clase de embarcación de vela y popa alta utilizada en la Turquía del Renacimiento. Fue una popular nave de comercio y combate en la armada del imperio otomano, especialmente a finales del siglo XVII.

## Historia
Los caramuzales comenzaron a construirse en el período de Kara Mursel o Karamusel Bey, primer almirante o Kapudan Pasha de la armada otomana en el siglo XV, que también dio nombre a la ciudad de Karamürsel, en la actual provincia de Kocaeli. En un principio se utilizaba sólo en el mar de Mármara, pero con el tiempo comenzó a ver acción en el exterior, expandiéndose a todo el Mediterráneo.
El diseño del buque también varió con los años. Inicialmente de dos a tres palos con aparejo latino, adoptó el aparejo redondo. Existían así mismo versiones de tamaño pequeño, con normalmente 13 metros de eslora. Por su ligereza general y gran capacidad, el caramuzal se utilizó también para el corso.